# 美國派2
《美國派2》（英語：American Pie 2）是2001年的一部美國喜劇電影，是1999年電影美國派的續集。電影于2001年8月10日在美國首映。

## 剧情
- （劇情承接第一集）

吉姆與他的死黨從高中畢業，邁向大學之路。
而就在成了大學新鮮人的第一個暑假，五個人在海邊租了一間渡假小屋，除了打算紀念友誼長存，更是為了要過一個最狂野的暑假（派對）。

## 演员
主要
| 演員                                     | 角色                                            | 備註       |
| 傑森·畢格斯 Jason Biggs                  | 詹姆士·“吉姆”·雷文斯汀 James "Jim" Levenstein   | 本劇主角。 |
| 艾莉森·漢妮根 Alyson Hannigan            | 蜜雪兒·佛萊荷提 Michelle Flaherty               |            |
| 夏儂·伊莉莎白 Shannon Elizabeth          | 娜蒂亞 Nadia                                    |            |
| 西恩·威廉·史考特 Seann William Scott     | 史蒂芬·“史蒂夫”·史戴弗勒 Steven "Steve" Stifler |            |
| 克里斯·克萊 Chris Klein                  | 克里斯·“奧茲”·奧斯崔格 Chris "Oz" Ostreicher    |            |
| 湯瑪士·伊恩·尼可拉斯 Thomas Ian Nicholas | 凱文·邁爾斯 Kevin Myers                         |            |
| 艾迪·凱·湯瑪士 Eddie Kaye Thomas         | 保羅·芬奇 Paul Finch                            |            |
| 泰拉·瑞德 Tara Reid                      | 維多莉亞·“薇琪”·拉森 Victoria "Vicky" Lathum    |            |
| 米娜·蘇瓦利 Mena Suvari                  | 海瑟 Heather                                    |            |
| 娜塔莎·諾伊尼 Natasha Lyonne             | 潔西卡 Jessica                                  |            |
| 尤金·李維 Eugene Levy                    | 諾亞·雷文斯汀 Noah Levenstein                   |            |

相關
| 演員                        | 角色                         | 備註                                                         |
| 茉莉·奇克 Molly Cheek       | 雷文斯汀太太 Mrs. Levenstein | 吉姆的母親。                                                 |
| 克里斯·歐文 Chris Owen      | 查克·薛曼 Chuck Sherman      | 總自稱「薛曼終結者」，愛講大話。                             |
| 艾利·馬林索 Eli Marienthal  | 麥特·史戴弗勒 Matt Stifler   | 史蒂夫的弟弟。                                               |
| 凱西·艾佛列克 Casey Affleck | 湯姆·邁爾斯 Tom Myers        | 凱文的哥哥。                                                 |
| 趙約翰 John Cho             | 約翰 John                    | 曾尿在史蒂夫臉上，卻被他誤認為是香檳。                       |
| 丹妮絲·菲依 Denise Faye     | 丹妮兒 Danielle              | 渡假小屋房客，與安柏為好友，曾被史蒂夫等人誤會為「蕾絲邊」。 |
| 麗莎·阿圖羅 Lisa Arturo     | 安柏 Amber                   | 渡假小屋房客，與丹妮兒為好友。                               |

其他
| 演員                            | 角色                          | 備註                                                                                  |
| 裘莉·卡特 Joelle Carter         | 娜塔莉 Natalie                | 吉姆大一的女友。曾在宿舍「辦事」被雙方父母撞見。                                      |
| 喬安娜·賈西亞 Joanna Garcia     | 克莉絲提 Christy              | 與史蒂夫在派對上看對眼的女生。 後陰錯陽差被約翰踢落的盆栽砸暈，害得史蒂夫被尿得滿臉。 |
| 珍妮佛·庫里姬 Jennifer Coolidge | 珍妮·史戴弗勒 Jeanine Stifler | 史蒂夫的母親。 在吉姆等人準備離開小屋時，帶走了芬奇。                                 |
| 克里斯·潘恩 Chris Penn          | 史戴弗勒爸 Mr. Stifler        | 史蒂夫的父親。 因戲份遭到刪減，並未於劇中登場                                         |

## 外部連結
- 官方网站
- 互联网电影数据库（IMDb）上《美國派2》的资料（英文）
- AllMovie上《美國派2》的资料（英文）
- 豆瓣电影上《美國派2》的資料 （简体中文）
- Box Office Mojo上《美國派2》的資料（英文）
- 爛番茄上《美國派2》的資料（英文）